# Omid Abtahi
Omid Abtahi (né le 12 juillet 1979) est un acteur américain d'origine iranienne, il est connu pour ses rôles dans la série de Showtime Sleeper Cell, la série basée sur les romans de Neil Gaiman American Gods et dans le dernier film de la tétralogie Hunger Games, Hunger Games : La Révolte, partie 2.

## Filmographie
| Année     | Film                                        | Rôle                     | Notes       |
| --------- | ------------------------------------------- | ------------------------ | ----------- |
| 2005      | JAG                                         | Wahid                    | 1 épisode   |
| 2005      | Amy                                         | Reza Ajami               | 1 épisode   |
| 2005      | Over There                                  | Tariq Nassiri            | 12 épisodes |
| 2005-2009 | 24 heures chrono                            | Safa / Jibraan Al-Zarian | 4 épisodes  |
| 2006      | Sleeper Cell                                | Salim                    | 7 épisodes  |
| 2007      | les experts                                 | Chandru 'Dru' Kambhatla  | 1 épisode   |
| 2007      | The Unit : Commando d'élite                 | Le Boss                  | 1 épisode   |
| 2007-2008 | Ghost Whisperer                             | Justin Yates             | 3 épisodes  |
| 2008      | Terminator : Les Chroniques de Sarah Connor | Sumner                   | 1 épisode   |
| 2008      | Les Mystères de Pittsburgh                  | Mohammed                 |             |
| 2008      | Eli Stone                                   | Amir Khan                | 1 épisode   |
| 2008      | Mon meilleur ennemi                         | Tony Nazari              | 9 épisodes  |
| 2008      | Bones                                       | Hal Shirazi              | 1 épisode   |
| 2008      | NCIS : Enquêtes spéciales                   | Saleem Ulman             | 2 épisodes  |
| 2008      | Brothers                                    | Yusuf                    |             |
| 2009-2010 | Flashforward                                | Ed Fiore                 | 2 épisodes  |
| 2009-2010 | Three Rivers                                | Dr Yousef Khouri         | 2 épisodes  |
| 2010      | The Event                                   | William                  | 2 épisodes  |
| 2010      | Nikita                                      | Amir Komera              | 1 épisode   |
| 2010      | Mentalist                                   | Markham Shankar          | 1 épisode   |
| 2010      | Grey's Anatomy                              | Aasif                    | 1 épisode   |
| 2010-2013 | Star Wars: The Clone Wars                   | Cadet Amis (voix)        | 2 épisodes  |
| 2011      | Fringe                                      | Simon Phillips           | 1 épisode   |
| 2011      | Homeland                                    | Raqim Faisel             | 3 épisodes  |
| 2012      | The Good Wife                               | Samir                    | 1 épisode   |
| 2012      | Covert Affairs                              | Sayid al-Muqri           | 1 épisode   |
| 2012      | Argo                                        | Reza                     |             |
| 2012-2013 | Last Resort                                 | Nigel                    | 5 épisodes  |
| 2013      | Les Griffin                                 | Mahmoud (voix)           | 1 épisode   |
| 2013      | Castle                                      | Waqas Rasheed            | 1 épisode   |
| 2013      | NCIS: Los Angeles                           | Ari Sayed                | 2 épisodes  |
| 2013      | Revolution                                  | Capitaine Riley          | 2 épisodes  |
| 2014      | Legends                                     | Bashir Al-Kanazer        | 2 épisodes  |
| 2014      | Those Who Kill                              | détective Jerry Molbeck  | 10 épisodes |
| 2015      | Hunger Games : La Révolte, partie 2         | Homes                    |             |
| 2015      | Better Call Saul                            | détective Abbasi         | 3 épisodes  |
| 2016      | Damien                                      | Amani Golker             | 10 épisodes |
| 2017-2021 | American Gods                               | Salim                    | 21 épisodes |
| 2017      | Shameless                                   | Sameer                   | 1 épisode   |
| 2017      | Hawaii 5-0                                  | Naser Salaam             | 1 épisode   |
| 2019      | La Bande à Picsou                           | D'jinn                   | 2 épisodes  |
| 2019-     | The Mandalorian                             | Dr Pershing              | 4 épisodes  |
| 2021-2022 | Fear the Walking Dead                       | Howard                   | 8 épisodes  |

## Voix francophones
En France, Omid Abtahi est régulièrement doublé par Sébastien Desjours. Stéphane Pouplard et Stanislas Forlani l'ont respectivement doublé à cinq et quatre reprises.